# Fanfare for the Common Man - 25th Anniversary Edition
Fanfare for the Common Man - 25th Anniversary Edition è un EP del gruppo progressive rock Emerson, Lake & Palmer, pubblicato postumo nel 2002 dalla Castle Music e dalla Sanctuary.

## I brani

### Fanfare for the Common Man
Fanfare for the Common Man, estratto dall'album Works Volume 1 (1977), è l'arrangiamento rock dell'omonimo brano composto da Aaron Copland del 1942; addirittura, questo EP contiene entrambe le versioni (per la cui durata, vedi qua sotto): 
1. quella del singolo, come traccia d'apertura;
2. quella dell'album, come traccia di chiusura.

### Hoedown
Hoedown, 2ª traccia dell'EP, è il brano estratto dall'album Trilogy (1972). Ed è l'arrangiamento rock dell'omonimo brano tratto dal balletto Rodeo (1942), sempre dello stesso Copland. La versione arrangiata dagli ELP divenne, da allora in avanti, anche un pilastro delle loro tournée; addirittura, questo disco include la versione live inedita, al posto di quella dell'album originale.

## Tracce
Musiche di Aaron Copland – arr.: Emerson, Lake & Palmer; edizioni musicali Boosey & Hawkes.
1. Fanfare for the Common Man (versione su singolo) – 2:58
2. Hoedown (versione live inedita) – 3:50
3. Fanfare for the Common Man (versione su Works Volume 1) – 9:42

## Formazione
- Keith Emerson – tastiere
- Greg Lake – basso
- Carl Palmer – batteria, percussioni